# 主元
主元（英語：pivot或pivot element）是矩陣、陣列或是其他有限集合的一個演算元素，算法（如高斯消去法、快速排序、单纯形法等等）首先选出主元，用于特定计算。
在矩阵算法中，主元必须是非零元素，甚至是距零最远的元素（绝对值最大）。寻找主元的过程被称为pivoting。随后把主元所在的行交换到固定位置，用于随后的计算。主元所在的列组成列空间的一个基。但实际的算法很少移动矩阵的行，因为这对于大矩阵（含有几千到几百万的行与列）将招致极大的时间花费；替代的办法是仅仅记录矩阵的行的交换信息。
整体上，寻找主元的过程增加了算法的计算量。很多情况下这些额外的计算量是必需的，能使算法正常工作，或者对于保持计算结果的数值稳定性来说是完全有价值的.